# Kalimeris incisa
Kalimeris incisa là một loài thực vật có hoa trong họ Cúc. Loài này được (Fisch.) DC. mô tả khoa học đầu tiên năm 1836.